# Experimento do marshmallow
O Experimento do marshmallow
se refere a uma série de estudos de recompensa postergada, realizados no final dos anos de 1960 e início dos anos de 1970 liderados pelo psicólogo Walter Mischel, então professor da Universidade de Stanford. Nos estudos era oferecido a crianças a escolha entre uma pequena recompensa (algumas vezes um marshmallow, mas também um cookie ou um pretzel, etc.) entregue imediatamente ou duas pequenas recompensas se ela esperasse até o retorno do pesquisador (depois de uma ausência de aproximadamente 15 minutos). Em estudos de seguimento, os pesquisadores descobriram que as crianças que foram capazes de esperar por mais tempo pela possível recompensa apresentaram tendência de ter melhor êxito na vida, conforme mensurado por SAT scores, desempenho escolar, índice de massa corporal (IMC) e outros parâmetros de medição. Contudo, recente trabalho levanta a questão se o autocontrole, em  oposição ao raciocínio estratégico, determina o comportamento das crianças.

## Experiência original

### Origens
A experiência teve suas raízes em um estudo preliminar realizado em Trinidad, onde Mischel verificou que as diferenças de grupos étnicos que viviam na ilha tinham estereótipos que contrastavam com os dos outros, especificamente, como eram percebidas a imprudência alheia, o autocontrole e a habilidade para se divertir. Este pequeno (n= 53) estudo com crianças, meninos e meninas, com a idade de 7 a 9 anos (35 negros e 18 indianos orientais) na escola rural de Trinidad consistia em que elas efetuassem uma escolha entre receber um 1c de doce imediatamente ou, preferencialmente, ter 10¢ do mesmo doce em um intervalo de uma semana. Mischel reportou que a significante diferença étnica, as grandes diferenças de idade e o "contraste de grupo econômico "superior" versus "inferior" não demonstraram diferença significante na escolha". A ausência do pai prevaleceu no grupo de afrodescendentes (contra somente um caso dos indianos) e esta variável demonstrou a mais forte relação com a espera pela recompensa, posto que as crianças de famílias completas mostraram habilidade superior para esperar. O curioso é que o doutor Rushton já dizia que certas raças tinham índices maiores de abandono familiar, além do mais indianos não são uma raça asiática tida como mais pura do ponto de vista autossômico. Outro factor é a escolha das guloseimas, visto que ao paladar de muitos as escolhidas poderiam ser menos atraentes a zona testada visto que eram mais apreciadas em outras zonas que não aquelas.

### Experimento de Stanford
O propósito do estudo original era entender como o mecanismo de controle da gratificação negada e a habilidade de esperar para obter algo que se quer se manifesta nas crianças. O experimento tomou corpo na Escola Bing Nursery localizada na Universidade de Stanford, com crianças de idade entre quatro e seis como objeto de estudo. As crianças foram deixadas em uma sala, isoladas de distrações, onde a tentação a ser escolhida (cookie, marshmallow ou pretzel) era exposta em uma mesa, com uma cadeira próxima. As crianças podiam comer o marshmallow, diziam os pesquisadores, mas se elas esperassem por quinze minutos sem cair na tentação, elas seriam recompensadas com um segundo marshmallow. Mischel observou que algumas queriam "cobrir seus olhos com suas mãos ou virar-se para que não vissem a guloseima, outas começavam a chutar a mesa, puxar suas tranças, afagar o marshmallow como se ele fosse um pequeno bicho de pelúcia", enquanto outras queriam simplesmente comer o marshmallow tão logo os pesquisadores saíam.
Das mais de 600 crianças que fizeram parte do experimento, a minoria comeu o marshmallow imediatamente. Das que resistiram por algum tempo em busca da recompensa retardada, um terço postergou a recompensa por tempo suficiente para conseguir o segundo marshmallow. A idade foi o maior determinante para a não obtenção da gratificação.
O primeiro “Teste do marshmallow” foi conduzido por Walter Mischel e Ebbe B. Ebbesen na Universidade de Stanford em 1970.

### Objeto
O objeto dos testes foram 16 garotos e 16 garotas que frequentavam a Escola Bing Nursery da Universidade de Stanford. Três outros estavam incluídos, mas foram eliminados por causa de seu fracasso em compreender as instruções. As crianças tinham faixa de idade de 3 anos e seis meses a 5 anos e 8 meses (com média de idade de 4 anos e 6 meses). Os procedimentos foram conduzidos por 2 experimentadores do sexo masculino. Oito das crianças testadas (4 meninos e 4 meninas) foram selecionadas randomicamente para cada das quatro condições experimentais. Em cada condição cada um dos experimentadores trabalhou com 3 meninos e 2 meninas de modo a, sistematicamente, evitar o efeito de birras em relação a sexualidade das crianças ou dos experimentadores.

### As condições
1) Tanto a recompensa imediata (menos preferida) como a retardada (mais preferida) eram expostas às crianças, sendo ambas disponibilizadas a sua apreciação
2) Nenhuma das recompensas era disponibilizada às crianças, sendo ambas removidas de sua apreciação
3) Somente a recompensa retardada era exposta às crianças, sendo disponibilizada a sua apreciação enquanto ela esperava
4) Somente a recompensa imediata era exposta às crianças, sendo disponibilizada a sua apreciação enquanto ela esperava

### Procedimento
Na mesa da sala de experiência havia 5 pretzels e uma bandeja de bolo não transparente. Debaixo da forma de bolo estavam 5 pretzels e dois biscoitos de bichinhos. Havia 2 cadeiras em frente da mesa, em uma delas uma caixa de papelão vazia. No chão, próximo da cadeira com a caixa de papelão, ficavam 4 brinquedos a bateria. Os experimentadores mostravam os brinquedos, mas antes que as crianças pudessem brincar com eles, pediam que ela se sentasse. Eles então demonstravam cada brinquedo rápida e amigavelmente, dizendo que elas poderiam brincar com eles mais tarde – o experimentador colocava cada um dos brinquedos na caixa de papelão, fora da vista das crianças. Ele explicava que teria que sair em alguns momentos da sala mas se ela comesse um pretzel ele voltaria. Estas instruções eram repetidas até que as crianças demonstravam entende-las completamente. O experimentador saía da sala e esperava que a criança comesse um pretzel – elas o fizerem por 4 vezes.
Em seguida o experimentador abriu a bandeja de bolo e revelou as 2 recompensas: 5 pretzels e 2 biscoitos de bichinhos. O experimentador perguntou qual dos dois a criança preferia mais (recompensa preferida)e, assim que a criança escolhia, explicava que ela poderia continuar esperando por mais recompensas preferidas até que ele retornasse ou ela podia deixar de esperar chamando o experimentador de volta. Se a criança desistisse de esperar, ela receberia a recompensa menos saborosa e deveria esquecer a preferida.
Dependendo das condições e da escolha da recompensa preferida, o experimentador levava a bandeja de bolo e não deixava nenhuma recompensa. O experimentador retornava tão logo a criança sinalizava ou depois de 15 minutos.

## Estudos de seguimento
Em estudos posteriores, Mischel encontrou inesperadas correlações entre os resultados do teste de marshmallow e o sucesso das crianças alguns anos mais tarde. O primeiro estudo de seguimento, em 1988, mostrou que "as crianças da pré-escola que por mais tempo toleraram o retardamento da recompensa, em um paradigma auto imposto, foram descritas mais de 10 anos depois por seus pais como adolescentes significantemente mais competentes".
Um segundo estudo de seguimento, em 1990, mostrou que a habilidade de retardar recompensas também estava correlacionada com um melhor desempenho nos SAT scores, exame educacional padronizado dos EUA.
Uma publicação de 2006, na qual Mischel contribuiu, reporta experimento similar, desta vez relacionando a habilidade de retardar uma recompensa com a intenção de ganhar um biscoito (aos 4 anos de idade) e o tempo de reação na realização de uma tarefa.
Um estudo de imagens cerebrais de uma amostra de participantes da experiência original de Stanford, realizado quando eles alcançaram a meia idade mostrou diferenças fundamentais entre os que manifestaram alto ou baixo tempo de espera pela recompensa. Tais diferenças se deram em duas áreas: o córtex prefrontal (mais ativo nos grandes retardadores) e o striatum ventral (área relacionada a dependência de drogas) quando tentavam controlar suas respostas a sedutoras tentações.
Um estudo de 2012, da Universidade de Rochester alterou o experimento dividindo as crianças em dois grupos: a um deles era efetuada uma promessa falsa da que foi efetuada, anteriormente, no teste do marshmallow (o grupo de teste não confiável), enquanto o segundo grupo tinha a promessa cumprida (o grupo de teste confiável). O grupo de teste confiável esperou por um tempo quatro vezes maior (12 min) que o não confiável para que o segundo marshmallow aparecesse. Os autores argumentam que isto chama atenção para a questão da interpretação original do autocontrole como fator crítico na performance das crianças, visto que o autocontrole pode demonstrar uma inabilidade para esperar ou não estrategicamente esperar quando isto faz sentido. Os autores sugerem que correlação entre a "marshmallow performance" e, mais tarde, o sucesso na vida podem ser confundidos, no caso de crianças bem sucedidas sendo sujeitas a situações que exigem confiança. Anteriormente ao Experimento de marshmallow de Stanford, Walter Mischel tinha mostrado que as crenças das crianças a quem foram prometidas recompensas retardadas seriam realmente postas como uma importante determinante da escolha pelo atraso, mas seus experimentos posteriores não levaram tais fatores em conta ou não controlaram as variações individuais de crenças sobre confiabilidade quando foram reportadas as correlações com o sucesso na vida.